# فاير
فاير (بالإسبانية: Fire)‏ هو مصارع محترف مكسيكي، ولد في 1973.

## روابط خارجية
- فاير على موقع CageMatch worker (الإنجليزية)